# Tachina anguisipennis
Tachina anguisipennis är en tvåvingeart som beskrevs av Chao 1987. Tachina anguisipennis ingår i släktet Tachina och familjen parasitflugor. Inga underarter finns listade i Catalogue of Life.